# الأرض أولا

شعار مجموعة الأرض أولا
" لا مساومة في الدفاع عن أمنا الأرض "

الأرض أولا (بالإنجليزية: Earth First!)‏ هي مجموعة من الناشطين والمدافعين عن البيئة والقضايا البيئية، ولقد ظهرت هذه المجموعة في الجنوب الغربي من الولايات المتحدة الأمريكية 1979 م حيث قامت برفع شعار «لا مساومة في الدفاع عن أمنا الأرض» وكانت بداياتها متواضعة ولم تكن أفكارها ذائعة الصيت ولكنها استطاعت فيما بعد أن تفرض وجودها وأصبح لها فروع في العديد من بلدان العالم، وهي تتبنى فكرة العمل المباشر في التصدي أو ايقاف أو التخفيف من القوى المسببة للأضرار سواء للأرض[ ؟ ] أو سكانها.

فنجد اليوم مجموعة الناشطين من منظمة (الأرض أولا) في كل من الولايات المتحدة الأمريكية - المملكة المتحدة - كندا - أستراليا - هولندا - بلجيكا - الفلبين - جمهورية التشيك - الهند - المكسيك - فرنسا - ألمانيا - نيوزيلندا - بولندا - نيجيريا - سلوفاكيا - أيرلندا - إيطاليا وإسبانيا.

## لاحتجاج والدعوة البيئية
انخرط معظم نشطاء "الأرض أولاً" سابقًا في أشكال أكثر اعتدالًا من النشاط البيئي والسياسي، بما في ذلك مسيرات احتجاجية وكتابة رسائل إلى السياسيين. يرى معظم أعضاء "الأرض أولاً" أنفسهم ناشطين لامركزيين، واعيين محليًا، وتتجذر أفكارهم في الأخلاق الاجتماعية. اتهم أحد أوائل منتقدي تغيير تكتيكات "الأرض أولاً" مكتب التحقيقات الفيدرالي (FBI) لاحقًا بتعمد إدخال المجموعة إلى أيديولوجية اللاعنف.